# Downplay
A Downplay amerikai rockegyüttes, amit Ohióban alapítottak Athensben, 2003-ban. Az együttesnek jelenleg három tagja van: Dustin Bates (ének), Ron DeChant (basszus), és Brian Patrick (dobok). Összesen négy albumot és három középlemezt adtak ki Dave Fortman producerrel.
2013-ban az együttes bejelentette, hogy szünetet tart, miután Bates megalapította a Starset nevű együttesét, ahova DeChant is követte.

## Történet

### Megalakulás és a Saturday (2001-2006)
A Downplay Youngstown közelében alakult meg 2001-ben, Salemben (Turmoil néven).[forrás?] Eredetileg feldolgozásokat adtak elő és bárokban léptek fel (amíg még nem voltak elég idősek, hogy igyanak). Nem sokkal ez után az együttes az Ohiói Egyetemre költözött (akkor még a Dustin Bates, Brandon Hill, Nick Kiser, és Chad White felállással), ahol ketten (Bates és White) tanulni kezdtek az együttes tagjai közül. A következő években elkezdték saját számaikat írni és egy nagyobb rajongótáborra tettek szert a környéken.
Egy sztori alapján az együttes neve onnan ered, hogy (még a korai időszakban, az eredeti felállással – Bates, Hill, George Andres, Greg Huzyak) az egyik veszekedésük közben Bates azzal vádolta az egyik másik tagot, hogy lebecsüli (angolul: downplaying) a szerepét az együttesben. Az együttes számainak szerzésében eleinte nagy szerepet játszott Huzyak, akinek olyan inspirációi voltak, mint a Led Zeppelin, a Duran Duran, és a Band of Gypsys.
2005-ben a Downplay újjászerveződött. Az első stúdióalbum a Saturday „nagyjából egy nap alatt” lett felvéve az Ohiói Egyetem diákrádiójának stúdiójában 1000 dolláros költségvetéssel, és még egyetemi éveik alatt kiadták. Ezen volt egy bónusz-szám is, ami a The Crystal Song címet kapta és nagyon gyorsan nagy kedvenc lett, több, mint háromezer letöltéssel (a dal egy bárról szólt az egyetemen). Bates később elmesélte, hogy a megjelenés utáni napokban gyakorlatilag minden szobából hallotta a dalt, és még a bárban is elkezdték játszani. Elmondása szerint ezt követően kezdte el komolyan venni zenei pályafutását, de többször is kijelentette, hogy nem tartja jónak a dalt.
A Downplay az egyetemen többször is fellépett, és többek között játszott az ismert Halloween Block Partyn és a PalmerFesten is. 2006-ban a tagok lediplomáztak, így otthagyták Athenst és Columbusba költöztek.

### A Day Without Gravity(2007–2009)
A Downplay 2007 végén tért vissza a stúdióba a clevelandi Jungle Recording Studióban. Ebben az időszakban Bates, néhány régi barátjával alapított egy indie rock lemezkiadót (True Anomaly Records, LLC), és egy egy-albumos szerződést kötött a Downplay-jel. A A Day Without Gravityt októberben adták ki. A második album költségvetése nagyjából $16 000 volt. Az albumnak a hangminősége sokkal jobb lett és hallatszott rajta az együttes fejlődése minden téren, ami segített, hogy ismertséget szerezzenek államszerte. 2008-ban Mike Mealey lett a Downplay ötödik tagja, a felállás 2009-re már csak Batesből és Mealeyből állt.
A 2009-es év próbákkal telt az Atlantic, a Virgin/Capitol, az Island, a Mercury, és az Epic Recordsnak, Columbusban és New Yorkban. November 17-én kiadták az első középlemezüket, a Rise. Fall. Repeat.-et. Ettől az időszaktól 2010 közepéig az együttes tagjai Bobby Withers, Ron DeChant, Derek Snowden, és Brandon Zano voltak Bates mellett.

### A felállás megváltozása és lemezszerződés (2010–2011)
Az együttes aláírt az In De Goot Managementtel 2010 áprilisában, és elkezdték az első jelentős turnéjukat a Puddle of Muddal és a Sevendusttal. Júniusban az együttes szerződést kötött az Epic Records-dzal. Közvetlenül ez után Bates Los Angelesbe utazott, hogy elkezdjen dolgozni az első igazi debütálásukon. „Mi vagyunk az első rock együttes az elmúlt öt évben, akiket szerződtetett az Epic Records” mondta Bates. Ebben az időszakban a Downplay felállása ismét átalakult Bates körül. Az új együttes így nézett ki: Trevor Connor, Evan Mckeever, Brian Patrick és Corey Catlett. Elektromos mérnöki diplomával a kezében Bates még a következő album megjelenése előtt szeretett volna doktorálni is.
2011 januárjában a Downplay elkezdte a felvételeket Dave Fortman producerrel (Evanescence, Slipknot, Mudvayne, Godsmack) New Orleansben, ahol befejezték első albumukat. A cím a munkálatok alatt Sleep volt és tizenkét szám mellett még kettő lett volna elérhető letöltésre az iTunes-ról és az Amazonról. Májusban lett kész. A Downplay több más együttessel is játszott együtt, ezek között volt a Chevelle, a 10 Years, a Theory of a Deadman, a Crossfade és több nagy rockfesztiválon is felléptek (Rock on the Range, Columbus, XFest, Dayton). 2011 októberében, miután kiderült, hogy az Epicnél felvett album 2012-ig nem fog megjelenni, az együttes gyorsan stúdióba vonult és felvettek egy albumot, amit december 1-én adtak ki, mert a rajongóknak meg volt ígérve egy album még 2011-ben. Végül ez lett a harmadik stúdióalbumuk, a Beyond the Machine. A hónap végén az Epic Records szerződést bontott a Downplay-jel, hogy legyen lehetősége az új tehetségkutató, a The X Factor előadóiból válogatnia. Decemberben a Downplay kiadta az első videóklipjét a Digging It Out számhoz. A Beyond the Machine kiadása után, a Hated You From Hellot a WWE használta a 2011-es Slammy Awards díjátadón.

### Radiocalypse, Connor halála és aStripped(2012–2013)
2012 májusában a Downplay kiadta a negyedik albumát, a Radiocalypse-et. A második videóklipjük, a Where Did You Gohoz a következő hónapban jelent meg. Ekkor csatlakozott újra az együtteshez Ron DeChant.
Júliusban bejelentették, hogy Connor távozik az együttesből, más kihívások keresése érdekében. Egy nappal a The Human Condition megjelenése előtt, Connor autóbalesetben meghalt. Később a héten Connor emlékére az együttes játszott a 99.7 The Blitz-en.
2013 júliusában, a Downplay bejelentette, hogy aláírtak egy szerződést a NASCAR-ral, ezzel engedélyezve, hogy használják a dalaikat és, hogy az együttes szünetel egy rövid időre és inkább hamarabb, mint később újra stúdióba vonul. Másnap jelent meg az akusztikus album a Stripped.
A Redditen 2014 augusztusában Bates bejelentette, hogy még mindig dolgozik új zenén a Downplaynek, de nem kapta meg a jóváhagyást a kiadótól, hogy kiadja. Ekkor már megjelentetett egy újabb albumot az új együttesével, a Starsettel. 2016. február 6-án, DeChant posztolt egy képet magáról és Bates-ről a Downplay korábbi tagjaival (illetve a Starset jelenlegi tagjaival – Ő, Bates, Adam Gilbert), Hillel, Kiserrel, McKeeverrel, Mealeyvel és White-tal. 2019-ben Bates megosztott egy képet a Downplay Spotify Wrapped-statisztikáival, azt írva, hogy „Ki kéne még ebből adnom többet.”

## Tagok
Jelenleg
- Dustin Bates – ének, gitár (2001–napjainkig)
- Ron DeChant – billentyűk, basszus, vokál (2009-2010) (2012–napjainkig)
- Brian Patrick – dobok, ütőhangszerek (2009–napjainkig)

Korábbi tagok
- George Andres – basszus (2003)
- Greg Huzyak – gitár (2003)
- Brandon Hill – dobok (2003–2008)
- Nick Kiser – gitár (2003–2008)
- Chad White – basszus (2003–2008)
- Mike Mealey – basszus (2009–2010)
- Bobby Withers – gitár (2009–2010)
- Derek Snowden – ritmusgitár (2010)
- Brandon Zano – ritmusgitár (2010)
- Trevor Connor – gitár (2010–2012; meghalt: 2012)
- Corey Catlett – basszus (2010–2012)
- Evan McKeever – gitár, vokál (2011–2012)

Időszakok

## Diszkográfia
Albumok
- Saturday (2005)
- A Day Without Gravity (2007)
- Beyond the Machine (2011)
- Stripped (2013)

Középlemezek
- Rise. Fall. Repeat (2009)
- Radiocalypse (2012)
- The Human Condition (2012)

Kislemezek
- Hated You From Hello (2011)
- Dark on Me (2012)

## Fordítás
- Ez a szócikk részben vagy egészben  a   Downplay című angol Wikipédia-szócikk ezen változatának fordításán alapul.  Az eredeti cikk szerkesztőit annak laptörténete sorolja fel. Ez a jelzés csupán a megfogalmazás eredetét és a szerzői jogokat jelzi, nem szolgál a cikkben szereplő információk forrásmegjelöléseként.